# 동남아시아 조약 기구

동남아시아 조약 기구의 기

동남아시아 조약 기구의 회원국

동남아시아 조약 기구(東南亞細亞 條約機構, 영어: The Southeast Asia Treaty Organization, SEATO(시토))는 오스트레일리아, 프랑스, 영국, 뉴질랜드, 파키스탄, 필리핀, 태국, 미국 8개국에 의해 1954년 9월 8일 조직된 반공 군사 동맹이었다.

## 개요
프랑스령 인도차이나에서 프랑스가 철수한 후 SEATO는 냉전 하에서 동남아시아에서 공산주의의 확대에 대항하기 위해 1954년 9월 8일 마닐라에서 《동남아시아 집단 방위 조약》(Southeast Asia Collective Defense Treaty) 또는 《마닐라 조약》(Manila Pact)에 서명함으로써 창설되었다.
협약은 아시아와 태평양 민족의 평등과 자립에 대한 권리를 긍정하고, 회원국 간의 경제, 사회, 문화 협력의 목표를 밝혔던 태평양 헌장으로 보충되었다. 조약 하에서 설립된 기구의 본부는 태국의 방콕에 설치되었다. 또한 공동 훈련이 매년 실시되었다.
기구의 결정은 회원국의 만장일치로 진행되었으며, 프랑스와 필리핀의 반대 때문에 라오스 또는 베트남의 전란에 직접 간섭하지 못했다. 베트남 전쟁에서 미국이 철수한 1973년까지 존재했으며, 그 후 존재의 필요성에 의문이 생겼고 1973년에는 파키스탄, 1974년에는 프랑스가 탈퇴하였다. 기구 자체도 1977년 6월 30일 해산했다.

## 같이 보기
- 중앙 조약 기구